# La Haye-Malherbe
Haye-Malherbe – miejscowość i gmina we Francji, w regionie Normandia, w departamencie Eure.
Według danych na rok 1990 gminę zamieszkiwało 1395 osób, a gęstość zaludnienia wynosiła 140 osób/km² (wśród 1421 gmin Górnej Normandii Haye-Malherbe plasuje się na 158 miejscu pod względem liczby ludności, natomiast pod względem powierzchni na miejscu 353).